# Mlali (Morogoro)
Mlali è una circoscrizione rurale (rural ward) della Tanzania situata nel distretto di Mvomero, regione di Morogoro. Conta una popolazione di 23 320 abitanti (censimento 2012).